# Philip Abbott
Philip Abbott   (Lincoln, 21 de març de 1923 - Tarzana, 23 de febrer de 1998) fou un actor estatunidenc.

## Biografia
Natiu de Lincoln, Nebraska, Abbott va assistir a la Fordham University a la ciutat de Nova York, i més tard va estudiar interpretació a la Pasadena Playhouse. Va servir a l'Exèrcit dels Estats Units durant la Segona Guerra Mundial.
Abbott va ser un protagonista secundari en diverses pel·lícules de les dècades de 1950 i 1960, inclosa Miracle of the White Stallions (1963). Va fer més de cent aparicions de a diversos programes de televisió des de 1952 a 1995, incloent-hi The Eleventh Hour de la NBC, un drama mèdic sobre psiquiatria, i The Lloyd Bridges Show de la CBS. El 1965, va aparèixer a la sitcom Kentucky Jones de Dennis Weaver de la NBC, en l'episodi "The Music Kids Make".
Abbott és més recordat com Ajudant del director Arthur Ward a la sèrie de TV The F.B.I.. Va morir el 1998 de càncer a Tarzana, Califòrnia, als 73 anys, i està enterrat al San Fernando Mission Cemetery a Los Angeles.

## Filmografia parcial
- La nit dels marits (Bachelor Party) (1957) com Arnold (debut al cinema)
- Sweet Bird of Youth (1962) com el Dr. George Scudder
- Those Callaways (1965) com Dell Fraser
- Savannah Smiles (1982) com el Cap Pruitt

## Aparicions de televisió seleccionades
- Schlitz Playhouse of Stars episodi Make Way for Teddy (1952)
- You Are There episodi The Signing of the Declaration of Independence (July 4, 1776) (1953)
- The Man Behind the Badge episodi The Case of the Strategic Air Command (1954)
- Producers' Showcase 2 episodis Dateline (1954) & Yellow Jack (1955)
- Diagnosis: Unknown com Peter Loper in "Final Performance" (1960)
- The F.B.I. (1965-73) (Sèrie TV)